# Albert Ramdin
Albert Ramchand Ramdin (District Suriname, 27 februari 1958) 9s een Surinaams politicus en diplomaat.
Hij was van 1997 tot 2004 permanent vertegenwoordiger bij de Organisatie van Amerikaanse Staten (OAS) en sinds 1999 tevens assistent secretaris-generaal voor buitenlandse betrekkingen en gemeenschapsrelaties bij Caricom. Van 2005 tot 2015 was hij assistent secretaris-generaal van de OAS, en aansluitend ambassadeur in algemene dienst. Van 2020 tot 2025 was hij minister van Buitenlandse Zaken, Internationale Business en Internationale Samenwerking (BIBIS) van Suriname. Sinds 2025 is hij secretaris-generaal van de OAS.

## Biografie

### Jonge jaren en studie
Ramdin werd geboren in het District Suriname en volgde de middelbare school in Paramaribo. Hij studeerde sociale geografie aan de Universiteit van Amsterdam en de Vrije Universiteit te Amsterdam, en specialiseerde zich in sociaal-economische problemen van kleine landen in Latijns-Amerika en het Caribisch gebied. Na te zijn afgestudeerd werkte hij vanaf 1987 voor de remigratieorganisatie Terug Naar Suriname (TENASU). In 1991 werd Ramdin directeur van HIMOS (Stichting Hindoe-Moslim Organisatie voor de Medefinanciering van Ontwikkelingssamenwerking).

### Terug in Suriname
In 1993 ging hij terug naar Suriname en was hij aanvankelijk adviseur van Richard Kalloe, de minister van Handel en Industrie. Ramdin stapte in 1995 over naar het bedrijfsleven, waar hij marketingmanager werd bij sigarettenfabrikant British American Tobacco.
Begin 1997 was hij kandidaat van de Basispartij voor Vernieuwing en Democratie (BVD). Vervolgens keerde hij naar de Surinaamse overheid terug. Per 1 april 1997 werd hij beleidsmedewerker op het ministerie van Buitenlandse Zaken. 

### Entree in de diplomatie
Ramdin werd in 1997 ambassadeur (permanent vertegenwoordiger) bij de Organisatie van Amerikaanse Staten (OAS) en twee jaar later ook niet-residerend ambassadeur van Suriname voor Costa Rica. In 1999 werd hij daarbij assistent secretaris-generaal voor buitenlandse betrekkingen en gemeenschapsrelaties bij Caricom.
In 2001 coördineerde hij de voorbereidingen op de Derde Top van de Amerika's van de OAS die in maart van dat jaar in Quebec werd gehouden. Per 1 september 2001 werd hij adviseur van de secretaris-generaal van de OAS, Cesar Gaviria. In zijn nieuwe functie hield hij zich met name bezig met het Caribische gebied en met de herstructurering van de OAS. Per 1 september 2004 werd hij ambassadeur in algemene dienst en bijzonder adviseur van de Surinaamse regering inzake vraagstukken betreffende het Westelijk Halfrond.

### Assistent secretaris-generaal van de OAS

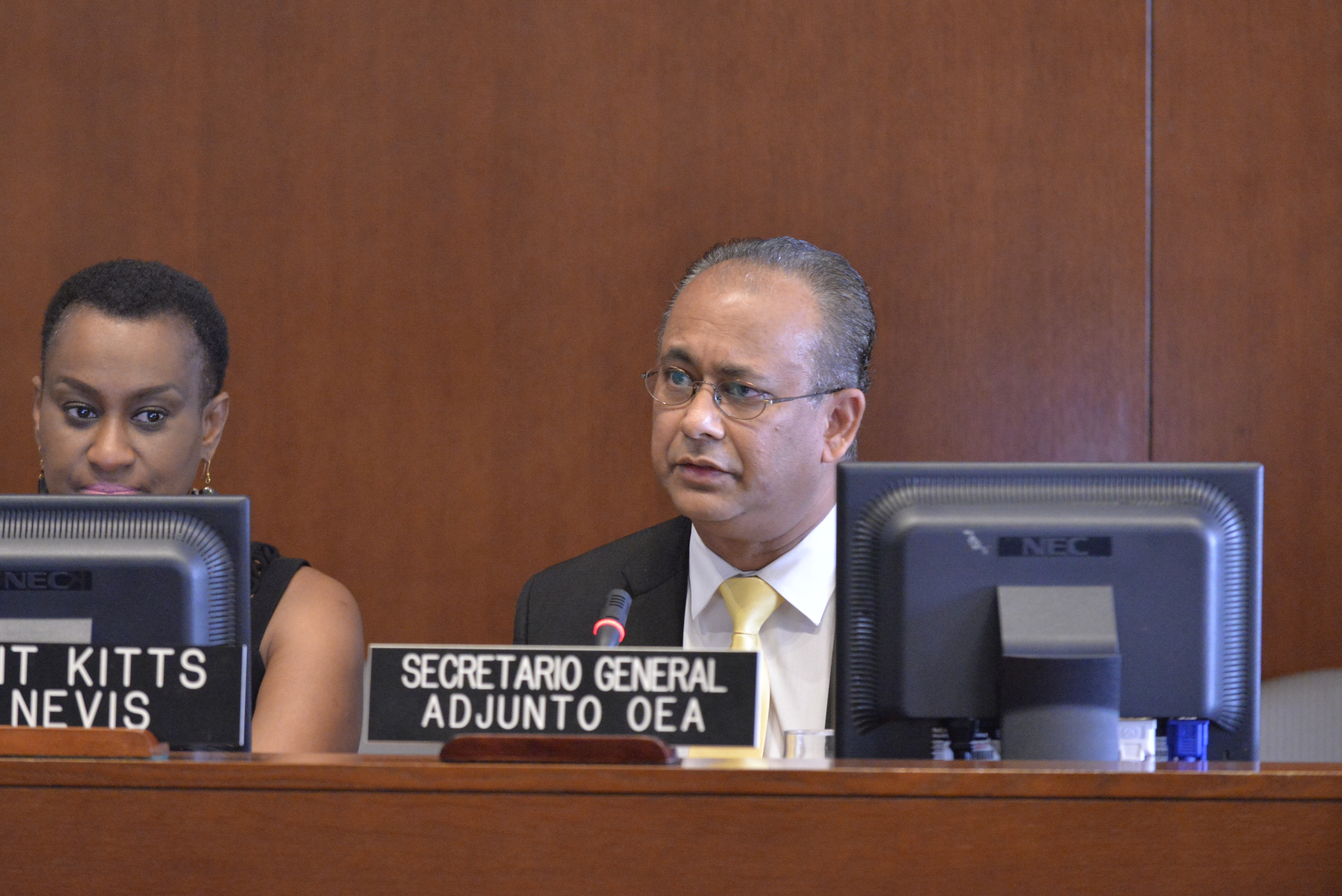
Assistent secretaris-generaal Ramdin in zijn functie bij de OAS in 2014

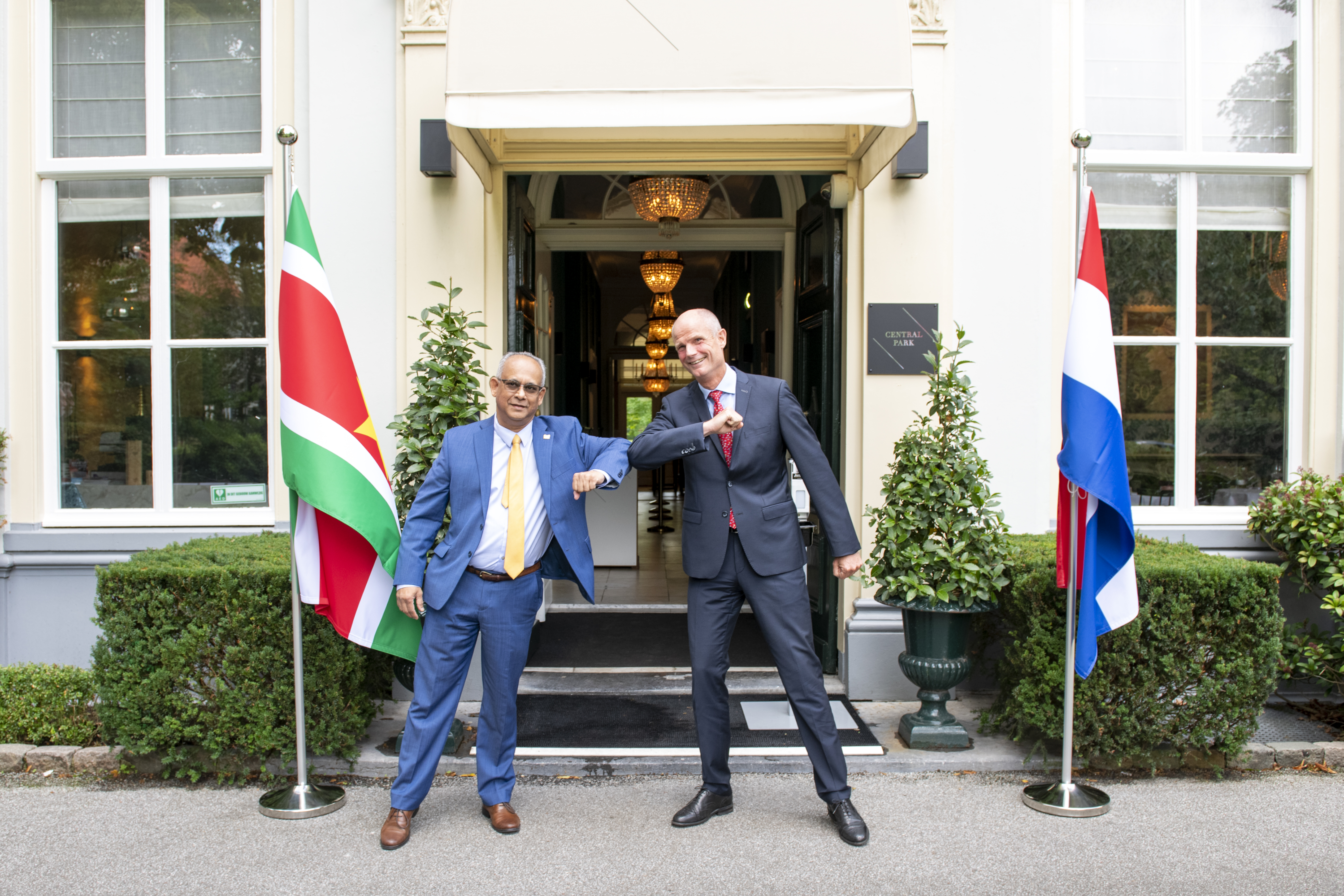
Minister Ramdin met Nederlands minister Stef Blok, augustus 2020

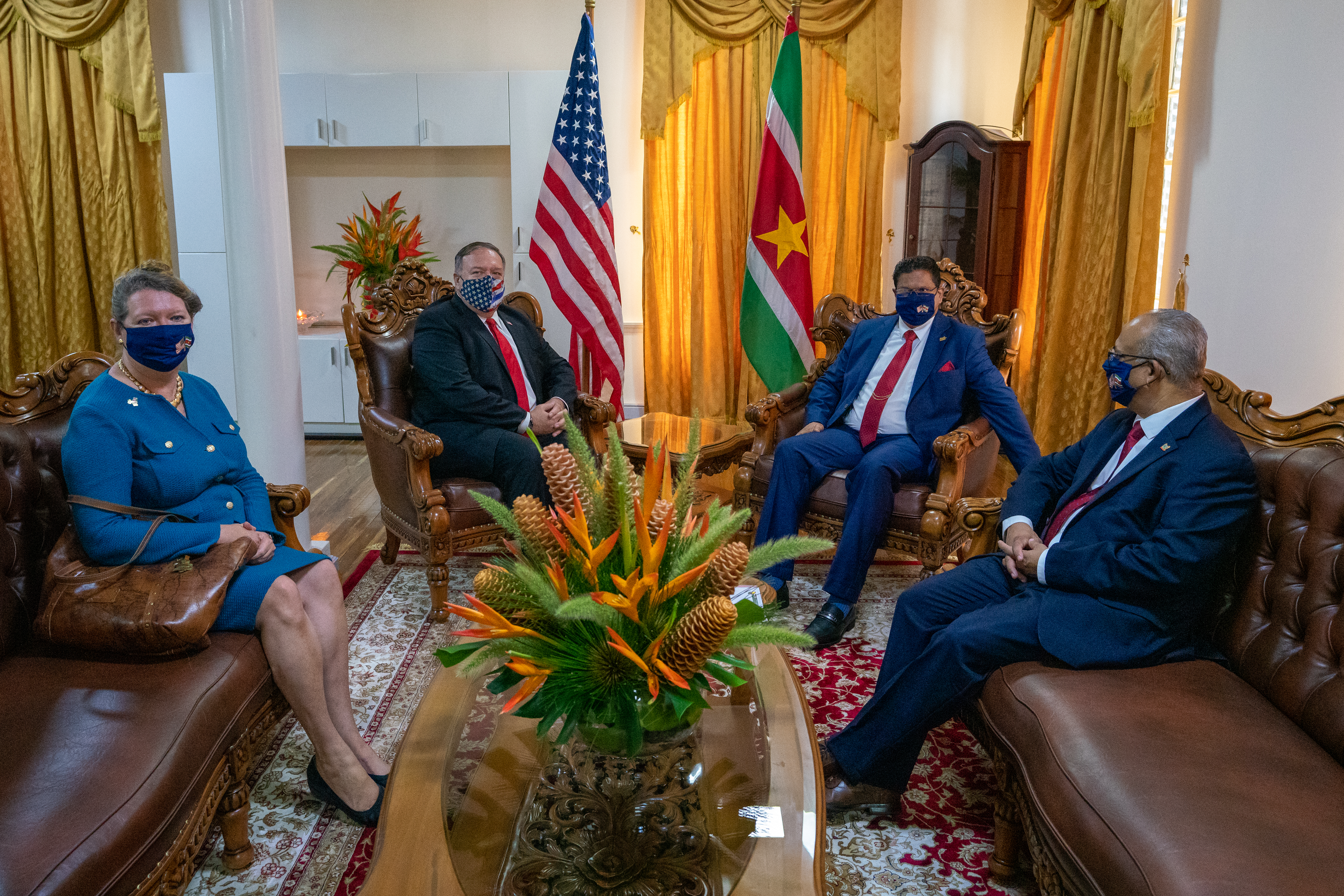
Amerikaans ambassadrice Karen Lynn Williams en minister Mike Pompeo met president Chan Santokhi en minister Ramdin, september 2020

Op 7 juni 2005 werd Ramdin gekozen tot assistent secretaris-generaal van de OAS, als opvolger van de Amerikaan Luigi Einaudi. Hij werd op 19 juli van dat jaar geïnstalleerd. In 2010 werd zijn functie bij acclamatie verlengd. Aan het eind van zijn termijn in 2015 werd hij onthaald met een staande ovatie in de permanente raad van de OAS en werd veel lof over hem uitgesproken.
Zelf ambieerde hij openlijk de hoogste functie van de OAS, als secretaris-generaal, en hij voelde zich verzekerd van een groot draagvlak, onder meer van Caribische regeringleiders die hem er persoonlijk voor gepolst hadden. Dat draagvlak was er echter in eigen land niet, waar de regering-Bouterse inmiddels vijf jaar aan de macht was en minister Winston Lackin besloot om Ramdin niet voor te dragen. Wat hier aan vooraf ging, was de aangenomen wijziging van de Amnestiewet in 2012, met het doel om het proces over de Decembermoorden te stoppen. Lackin had secretaris-generaal José Miguel Insulza rechtreeks verzocht om Suriname te ondersteunen om daartoe een waarheidscommissie op te zetten. Die antwoordde uiteindelijk via zijn assistent, Ramdin, dat de OAS bereid was technische bijstand te verlenen indien er draagvlak zou zijn voor een waarheidscommissie. Dat draagvlak was er niet, waardoor ze er uiteindelijk niet kwam. Daar doorheen liep in 2013 nog het Surinaamse voorzitterschap van Unasur, die ooit door Bouterses goede vriend, president Hugo Chavez, was opgericht omdat die vond dat de OAS door de imperialistische Verenigde Staten zou worden gedomineerd. Om die reden zou het een stevige en dure lobby voor Ramdim bij de OAS evenmin wenselijk zijn voor de regering. Voor Ramdin was deze droombaan hiermee verkeken. Hij kondigde niettemin aan dat hij zich voor Suriname en de ontwikkeling van buitenlandse politiek wilde blijven inzetten.

### Vervolg
In augustus 2015, ongeveer een maand na zijn terugkeer in Suriname, werd hij door minister Niermala Badrising aangetrokken als ambassadeur in algemene dienst.
In mei 2016 diende hij bij de minister zijn ontslag in en maakte hij bekend dat hij om "persoonlijke en professionele reden" overstapte naar de functie van Senior Director External Relations bij het mijnbouwbedrijf Newmont Corporation, dat zich in die tijd met Surgold in Suriname vestigde. Hier werkte Ramdin tot ten minste medio 2019.

### Minister van BIBIS
Op 16 juli 2020 werd hij beëdigd tot minister van Buitenlandse Zaken, Internationale Business en Internationale Samenwerking (BIBIS) in het kabinet-Santokhi. Op 21 juni 2020 werd hij daarnaast benoemd tot voorzitter van het Cariforum, een groep van landen in de Caricom die onderhandelingen voert met de Europese Gemeenschap. President Jenny Simons had in 2025 bij haar aantreden lof over de uitzonderlijke kwaliteit van de overdrachtsdocumentatie van het ministerie.

### Secretaris-generaal van de OAS
Op 10 maart 2025 werd Ramdin gekozen tot secretaris-generaal van de Organisatie van Amerikaanse Staten (OAS) voor een termijn van vijf jaar. Hij kreeg hiervoor de steun van alle landen van de Caricom. Vijf Zuid-Amerikaanse landen sloten zich hier kort voor de verkiezing bij aan, terwijl ook al andere landen hadden laten doorschemeren positief tegenover zijn kandidatuur te staan. Op 5 maart Ramdin bleef als enige over toen zijn tegenkandidaat Rubén Ramírez Lezcano uit Paraguay door zijn president Santiago Peña teruggetrokken werd. Hij volgde Luis Almagro uit Uruguay op 30 mei 2025 op. Als zijn plaatsvervanger werd Laura Gil Savastano gekozen. Eenmaal in functie kondigde hij aan de botsingen uit tussen rivaliserende bendes in Haïti als topprioriteit te stellen.
Anderhalve maand na zijn aantreden kregen Ramdin en zijn adviseur Xaviera Jessurun te maken met beschuldigingen van het Guatemalteekse Centra News, van buitensporige uitgaven, nepotisme en misplaatste prioriteiten. Ook zou Ramdin betrokken zijn bij corruptieve handelingen en misbruik van OAS-gelden door de Bahamaanse ambassadeur Chet Donovan Neymour, tegen wie een onderzoek zou lopen. Bronnen werden niet gegeven. De OAS ontkende de beschuldigingen krachtig en noemde ze "vals en misleidend". Ronald Sanders, ambassadeur van Antigua en Barbuda en de deken van het corps diplomatique bij de OAS sprak van een "gemene aanval op OAS-leiders" en een "georkestreerde smeercampagne". Ook bevestigde hij vanuit zijn functie als decaan dat er geen enkel onderzoek van OAS liep tegen Neymour, wat betrokkenheid van Ramdin dan ook onmogelijk maakt. Hij plaatste de laster binnen het kader dat Ramdin afkomstig is uit de Caraïben, een gebied dat volgens Sanders vaker gemarginaliseerd wordt als "klein en onbeduidend, en daarom onwaardig."

## Privéleven
Tijdens zijn studie in Nederland ontmoette en trouwde hij met Lalita Adhin, dochter van Herman Adhin, voormalig Minister van Opbouw (1980-1982). In 1993 keerde het echtpaar terug naar Suriname, waar ze binnen twee jaar scheidden. Uit zijn tweede huwelijk, met Charmaine Baksh uit Trinidad en Tobago, dat in 2011 werd ontbonden, heeft Ramdin twee dochters.

## Onderscheidingen
- 2009: GOPIO International Award[28]
- 2013: CREF Award, Caribbean Renewal Energy Forum[29][30]